# Joe Craig
Joe Craig (Ballymena, 11 januari 1898 - Sankt Anton am Arlberg, 4 maart 1957) was een Brits motorcoureur en constructeur.

## Norton 1925-1939
Joe Craig won zelf vier keer de Ulster Trial, maar ging daarna deelnemen aan wegraces. In 1925 trad hij toe tot het raceteam van Norton. Hij was niet meer dan een redelijk coureur en haalde niet de grote successen van teamgenoten als Stanley Woods en Jimmie Guthrie, maar zijn sterke punten lagen meer bij de tuning van motorfietsen en op organisatorisch vlak. Daarom werd hij door Norton na het vertrek van ingenieur Walter Moore aangesteld als hoofd van de ontwikkelings- en raceafdeling. Joe Craig was geen gemakkelijk mens om mee samen te werken. Hij was somber en nors en accepteerde zelden de mening van anderen.

### Norton International
Moore had in 1927 de Norton CS1 en Norton CJ1 ontwikkeld. Dat waren racemotoren die al voorzien waren van bovenliggende nokkenassen die door een koningsas werden aangedreven. Na het vertrek van Moore ontwikkelde Arthur Carroll onder leiding van Joe Craig uit de CS1 de Norton International. In de jaren 1937 en 1938 verbeterde Craig de ontwerpen en hij zette de eerste stappen in de richting van de latere Norton Manx. Deze racers werden verkocht aan geselecteerde privérijders. In 1939 verliet Craig het bedrijf, omdat hij vond dat men een viercilinder zou moeten bouwen die de dreiging van de Duitse en Italiaanse machines met meercilinders en compressoren het hoofd moest bieden, wat Norton weigerde.

## Associated Motor Cycles
Craig vond korte tijd emplooi bij BSA maar ging al snel naar Associated Motor Cycles. Dat was een samenwerkingsverband van Matchless, AJS en Sunbeam. AMC worstelde met de ontwikkeling van een 500cc racemotor, nadat men al een compressorracer had gemaakt die mislukt was, de AJS V4. AMC was eigendom van de broers Harry en Charlie Collier en zij waren allebei racefanaten. Zij wisten zelfs tijdens de oorlog, toen alle Britse merken volop oorlogsproductie moesten draaien, de ontwikkeling van hun racemotoren voort te zetten. Harry leidde de ontwikkelingsafdeling, maar hij overleed in 1944, waarna Joe Craig zijn logische opvolger werd. Joe Craig was manager van de "Race Shop" van 1941 tot hij in 1946 werd opgevolgd door Freddie Clarke.

### AJS Porcupine
Joe Craig kwam echter al snel op de gedachte dat twee cilinders misschien ook wel voldoende zouden zijn. Die werden immers ook gebruikt op de succesvolle BMW RS 500. Dat zou ook kunnen helpen het enorme gewicht van de machine naar beneden te brengen. Aanvankelijk was men van plan de racer onder de naam Sunbeam E90S in te zetten. Craig was zelf geen tekenaar, maar vroeg hulp aan Vic Webb en Phil Irving. Webb tekende de machine grotendeels in zijn vrije tijd, vanwege de grote drukte in de fabriek. Het was een paralleltwin met horizontale cilinders. Daardoor kregen de cilinderkoppen maximale koeling. De "S" in de naam stond voor "Supercharged", want er was nog steeds een compressor gemonteerd. Door het liggende motorblok was het zwaartepunt erg laag komen te liggen wat het weggedrag ten goede kwam.

#### Compressorverbod
Uiteindelijk waren het juist de Britten die er na de Tweede Wereldoorlog bij de FICM op aandrongen de compressoren te verbieden. Voor de BMW's hoefden ze niet te vrezen, want de Duitsers werden voorlopig uitgesloten van internationale wedstrijden. Maar ook de Italianen hadden al vóór de oorlog een voorsprong genomen op het gebied van de compressortechniek. AMC was wellicht graag de confrontatie aangegaan, maar andere merken niet. Norton had zich in 1939 teruggetrokken uit de racerij, maar na de oorlog was er een nieuwe situatie ontstaan en men wilde met de Norton Manx gaan racen in de 350- en de 500cc klasse. Bij BSA had men net aardige resultaten bereikt toen Val Page de Empire Star had doorontwikkeld tot de Gold Star. Triumph was eigendom van Ariel en stond onder leiding van Edward Turner, die met racen niet veel ophad.

## Norton 1945-1955
Nog voordat het compressorverbod er in 1946 door kwam was Joe Craig weer terug naar Norton gegaan. Matt Wright ontwikkelde uit de Sunbeam E90S een atmosferisch ademende motor die "AJS E90" heette en de bijnaam "Porcupine" (stekelvarken) kreeg. Craig ging in 1945 naar Bangor Castle en ontmoette daar de broers Cromie en Rex McCandless. Rex racete daar met zijn "Benial", een Triumph met een door de broers ontwikkeld nieuw frame. Deze machine had toen al een swingarm-achtervork met twee veer/demperelementen, die uit een Citroën-auto stamden. Craig worstelde in zijn tweede periode bij Norton met het toen nog gebruikte Garden gate frame met plunjervering. Hij probeerde dit frame te verbeteren door het zwaarder te maken, maar zonder resultaat.

### Norton Manx
Rex McCandless had de produktierechten van zijn Triumph verkocht aan een bedrijf en was verdergegaan met een Norton-motorblok waarmee hij in 1947 tweede en in 1949 derde werd in de North West 200. Norton organiseerde een test op het eiland Man, waarbij Geoff Duke met een Garden gate frame het opnam tegen Artie Bell die het McCandless-frame gebruikte. Joe Craig, Gilbert Smith en Rex McCandless wachtten bij Kate's Cottage en ze konden ze aan horen komen toen ze in de buurt van de 33e mijlpaal waren. Bij Kate's Cottage had Duke de hele weg nodig, maar Bell ging hem buitenom voorbij. Er werd verder getest in Montlhéry met vier coureurs (Artie Bell, Geoff Duke, Harold Daniell en Johnny Lockett). Harold Daniell gaf het frame de bijnaam "Featherbed". In april 1950 won Geoff Duke de eerste race met het frame, in Blandford Camp (Dorset). Hoewel de Norton motor al ongeveer 20 jaar oud was, kon hij dankzij het nieuwe frame nog lang domineren. In 1950 waren de eerste drie plaatsen zowel in de Senior TT als de Junior TT voor Nortons. Duke eindigde als tweede in het wereldkampioenschap wegrace. In 1951 won hij dat kampioenschap zelfs. In 1952 werd Reg Armstrong als beste Norton-coureur derde. In 1953 werd Ken Kavanagh vierde. Rex McCandless drong er in dat jaar bij Joe Craig op aan een viercilinder te gaan ontwikkelen. De sterkste machine in het wereldkampioenschap was de viercilinder Gilera 500 4C, maar ook MV Agusta had dergelijke motoren. Craig, in 1939 juist vertrokken omdat Norton geen viercilinder wilde bouwen, vond nu juist het tegenovergestelde: uit de eencilinder Norton Manx was nog voldoende te halen om in het WK kans te maken. In 1954 werd Ray Amm tweede in dat wereldkampioenschap. Op papier was dat een goed resultaat, maar in feite was Norton kansloos tegen de Gilera van Geoff Duke, die het dubbele puntenaantal scoorde. Daarna trok Norton haar fabrieksteam terug en eindigde de ontwikkeling van de Norton Manx. Joe Craig verliet het bedrijf in 1955 opnieuw. De rol van de Norton Manx was echter nog lang niet uitgespeeld: tot ver in de jaren zestig bleef de machine een belangrijk wapen in handen van privérijders, maar voor wereldtitels was de machine niet goed genoeg meer. Craig kreeg als hoofdontwerper in de tweede helft van de jaren veertig hulp: Bert Hopwood kwam over van Triumph en Doug Hele van Douglas. Zij moesten aanvankelijk de toermodellen vernieuwen, maar Craig werd betaald voor racesuccessen en zette ze allebei in bij de verbetering van de Norton Manx.

## Bert Hopwood
Toen constructeur Bert Hopwood in 1946 naar Norton kwam realiseerde hij zich al snel dat bij Joe Craig alles om de Norton Manx draaide. Hopwood bouwde de Norton Dominator Model 7 tweecilinder, maar bedacht in 1948 een plan om het merk nieuw leven in te blazen met een 125cc-eencilinder, een 250cc-tweecilinder en een 500cc-viercilinder. Om het uit te werken moesten de race-activiteiten drie jaar opgeschort worden. Het was tegen het zere been van Craig, die immers voor de race-overwinningen betaald werd. Hoewel Hopwood zijn eigen Dominator met het plan tot "tussenmodel" degradeerde, begon Craig het model af te kraken. Hij wist directeur Gilbert Smith zover te krijgen om Hopwood te ontslaan. Een maand na het vertrek van Hopwood naar BSA volgde Doug Hele hem. In 1953 werd Norton echter overgenomen door Associated Motor Cycles. Toen AMC-directeur Donald Heather in 1955 lucht kreeg van de problemen die Hopwood bij BSA ondervond, aarzelde hij niet. Hij ontsloeg Joe Craig en stelde Hopwood aan als directeur van Norton.

## Nederland
Joe Craig was in 1949 weduwnaar geworden toen zijn vrouw bij een verkeersongeluk om het leven kwam. Na zijn ontslag in 1955 vertrok hij naar Nederland, waar hij trouwde met Nellie, de weduwe van de Nederlandse coureur en motordealer Piet van Wijngaarden, die in 1950 was overleden. In 1957 kwam Joe Craig om bij een verkeersongeval bij St. Anton (Oostenrijk). Hij is begraven op de begraafplaats Nieuw Eykenduynen in Den Haag, in het familiegraf van de familie van Wijngaarden.